# Viktor Olegovič Pelevin
Viktor Olegovič Pelevin (in russo Виктор Олегович Пелевин? ; Mosca, 22 novembre 1962) è uno scrittore russo.
Avendo ricevuto laurea in ingegneria, l'ha abbandonata presto e si dedica alla letteratura frequentando l'Istituto di Letteratura Gorky di Mosca.
Pubblica il suo primo racconto nel 1989 e per i tre anni successivi le sue storie appaiono in diversi giornali e riviste. Nel 1992 un suo libro, contenente una collezione di racconti brevi, La lanterna blu, vince il Russian Little Booker Prize.
Appassionato di filosofie orientali e di meditazione zen, schivo e poco propenso ad apparire in pubblico, Pelevin appartiene alla tradizione di scrittori russi che va da Gogol' a Bulgakov, nelle cui opere l'elemento fantastico gioca un ruolo preponderante.
Esperto di computer e attento alle dinamiche della civiltà contemporanea, nel 1996 scrive il suo libro più noto, Il mignolo di Buddha.

## Opere
- Omon Ra, trad. C. Renna e T. Olear, p. 170, Arnoldo Mondadori Editore “Strade blu”, 1999 (ISBN 88-04-46045-8).
- Babylon in russo Generation «П»? trad. C. Renna e T. Olear, p. 293, Mondadori “Strade blu”, 2000 (ISBN 88-04-47650-8).
- Un problema di lupi mannari nella Russia centrale, trad. A. Lena Corritore, p. 247, Mondadori “Oscar piccoli saggi”, 2000 (ISBN 88-04-48398-9).
- La vita degli insetti, trad. V. Piccolo, p. 206, Minimum Fax “Sotterranei”, 2000, (ISBN 88-87765-18-9).
- Il mignolo di Buddha, trad. C. Renna e T. Olear, p. 371, Mondadori “Strade blu”, 2001 (ISBN 88-04-47649-4).
- La lanterna blu, trad. Maria Grazia Perugini, Mondadori “Piccola biblioteca Oscar”, 2002.
- La freccia gialla, trad. C. Renna e T. Olear, p. 118, Mondadori “Piccola biblioteca Oscar” 2005 (ISBN 88-04-55564-5).
- L'elmo del terrore - Il mito del minotauro trad. M. Caramitti, p. 189, "Rizzoli miti", 2005 (ISBN 88-17-00798-6)
- Dialettica di un periodo di transizione dal nulla al niente, trad. C. Renna e T. Olear, p. 272, Mondadori “Strade Blu”, 2007 (ISBN 978-88-04-53920-9).
- Il Conte T., trad. D. Silvestri;p. 390, Atmosphere libri, 2018 (ISBN 978-88-6564-257-3).

## Adattamenti cinematografici
- Ničego strašnogo[1][2] (2000) – cortometraggio tratto dal racconto La lanterna blu. Durata: 20 minuti.